# 中国人民政治协商会议广东省委员会
中国人民政治协商会议广东省委员会，简称广东省政协或政协广东省委员会，是中国人民政治协商会议在广东省的地方组织机构。

## 历届领导

### 第一届
- 任期：1955年1月－1960年12月
- 主席：陶铸
- 副主席：古大存、林李明、张文、杜国庠、许崇清、丁颖、张醁村、饶彰风、肖隽英、李朗如、黄洁（1957年－）、蚁美厚（1957年－）

### 第二届
- 任期：1959年2月－1963年12月
- 主席：陶铸（－1960年12月） → 区梦觉（1960年12月－）
- 副主席：文敏生、王德、张文（1960年11月逝世）、杜国庠、张醁村、罗范群、冯燊、古大存、邓文钊、萧隽英、李朗如、黄洁、蚁美厚、梁广（1960年12月－）、黄友谋（1960年12月－）、杨康华（1961年11月－）、冯乃超（1961年11月－）、罗浚（1961年11月－）、罗明（1961年11月－）、王越（1961年11月－）

### 第三届
- 任期：1963年12月－1977年12月
- 主席：区梦觉
- 副主席：王德、张醁村、冯燊、冯乃超、萧隽英、蚁美厚、黄友谋、罗明、罗浚、王越、赵卓云（1964年9月－）、萧焕辉（1964年9月－）、谭天度（1964年9月－）、雍文涛（1965年12月－）

### 第四届
- 任期：1977年12月－1983年4月
- 主席：王首道（－1979年12月） → 尹林平（1979年12月－）
- 副主席：刘田夫、尹林平、罗范群、郭棣活、张泊泉、梁广、萧焕辉、周志飞、云广英、谭天度、萧隽英、蚁美厚、黄友谋、罗明、罗浚、王越、罗雄才、黄康（1979年12月－）、邬强（1979年12月－）、廖似光（1979年12月－）、曾天节（1979年12月－）、吴仲禧（1979年12月－）、郭翘然（1979年12月－）、胡希明（1979年12月－）、陈祖沛（1979年12月－）、陈伊林（1979年12月－）、伍觉天（1979年12月－）、刁沼芬（1979年12月－）、周楠（1979年12月－1980年5月22日）、莫雄（1979年12月－）、刘祥庆（1979年12月－）、左洪涛（1981年3月－）、李伯球（1981年3月－）

### 第五届
- 任期：1983年4月－1988年1月
- 主席：梁威林 → 吴南生
- 副主席：郑群、罗浚、王越、黄康、廖似光、曾天节、吴仲禧、郭翘然、胡希明、陈祖沛、陈伊林、伍觉天、刁沼芬、左洪涛、李伯球、李洁之、杨应彬（1985年9月－）、祁烽（1985年9月－）、何宝松（1985年9月－）、黄耀燊（1985年9月－）、李辰（1985年9月－）

### 第六届
- 任期：1988年1月－1993年2月
- 主席：吴南生
- 副主席：杨应彬、郑群、祁烽、王屏山、黄清渠、何宝松、黄耀燊、李辰、陈子彬、李金培、沈永椿、张展霞（1989年3月－）、曾近义（1989年3月－）、杨奎章（1990年3月－）、萧耀堂（1991年－）、匡吉（1992年1月－）

### 第七届
- 任期：1993年2月－1998年1月
- 主席：郭荣昌
- 副主席：黄浩、李辰、萧耀堂、李金培、沈永椿、张展霞、曾近义、林兴胜、黄耀燊（－1993年12月）、昝云龙（1996年2月－）、康乐书（1996年2月－）

### 第八届
- 任期：1998年1月－2003年1月
- 主席：郭荣昌
- 副主席：王宗春、刘维明、李金培、张展霞、康乐书、彭禹贤、韩大建、潘金培、王珣章、林东海

### 第九届
- 任期：2003年1月－2008年1月
- 主席：刘凤仪（2003年5月9日逝世）、陈绍基（2004年2月－）
- 副主席：石安海、彭禹贤（2006年5月29日逝世）、韩大建、王珣章、王兆林、朱小丹、周天鸿、罗富和、姚志彬、陈蔚文

### 第十届
- 任期：2008年1月－2013年1月
- 主席：陈绍基（－2009年4月）、黄龙云（2010年2月－）
- 副主席：蔡东士、梁国聚、汤炳权、王珣章、周天鸿、姚志彬、陈蔚文、温兰子、温思美
- 秘书长：杨懂

### 第十一届
- 任期：2013年1月－2018年1月
- 主席：朱明国（－2014年12月）、王荣（2015年1月－）
- 副主席：梁伟发、王珣章、姚志彬、陈蔚文、温兰子、温思美、唐豪、刘日知、陶凯元
- 秘书长：杨懂

### 第十二届
- 任期：2018年1月－2023年1月
- 主席：王荣
- 副主席：林雄、刘日知（－2019年1月）、邓海光、袁宝成、黄武、张嘉极、李心、马光瑜、张少康（2019年1月－）、郑振涛（2020年1月－）、薛晓峰（2020年1月－）、许瑞生（2022年1月－）、温国辉（2022年1月－）
- 秘书长：吴伟鹏

### 第十三届
- 任期：2023年1月－
- 主席：林克庆
- 副主席：许瑞生、邓海光、袁宝成、王学成、黄武、张嘉极、李心、温国辉、郑轲
- 秘书长：陈文明